# Stadio di Nervión
Lo stadio di Nervión (in spagnolo Estadio de Nervión) è stato uno stadio di calcio situato a Siviglia, in Spagna, nell'omonimo quartiere. 
Inaugurato il 7 ottobre 1928, aveva una capacità di circa ventimila spettatori. Fu utilizzato dal Siviglia fino al 1958, anno in cui venne demolito.